# Liste der denkmalgeschützten Objekte in Unterstinkenbrunn
Die Liste der denkmalgeschützten Objekte in Unterstinkenbrunn enthält die 6 denkmalgeschützten, unbeweglichen Objekte der niederösterreichischen Gemeinde Unterstinkenbrunn im Bezirk Mistelbach.

## Denkmäler
| Foto |                 | Denkmal                                                                   | Standort                                                     | Beschreibung | Metadaten |
| ---- | --------------- | ------------------------------------------------------------------------- | ------------------------------------------------------------ | --- | --- |
| ja   | Datei hochladen | Schlossanlage Unterstinkenbrunn HERIS-ID: 27096 Objekt-ID: 23610seit 2019 | Unterstinkenbrunn 1 Standort KG: Unterstinkenbrunn           | | BDA-Hist.: Q105643108 Status: Bescheid Stand der BDA-Liste: 2025-06-30 Name: Schlossanlage Unterstinkenbrunn GstNr.: 1/6, 1/9, 1/10, 1/19, 1/7, 1/8, 2 Schloss Unterstinkenbrunn |
| ja   | Datei hochladen | Sog. Kaiserbrunnen HERIS-ID: 85342 Objekt-ID: 99538                       | gegenüber Unterstinkenbrunn 8 Standort KG: Unterstinkenbrunn | Der Brunnen mit seiner Einfassung wurde zu Ehren des Kaisers erbaut. | BDA-Hist.: Q38185027 Status: § 2a Stand der BDA-Liste: 2025-06-30 Name: Sog. Kaiserbrunnen GstNr.: 1827/1                                                                        |
| ja   | Datei hochladen | Bildstock HERIS-ID: 27097 Objekt-ID: 23611                                | vor Unterstinkenbrunn 89 Standort KG: Unterstinkenbrunn      | Der Bildstock mit spätgotischem Schaft ist mit der Jahreszahl 1679 bezeichnet. | BDA-Hist.: Q37907801 Status: § 2a Stand der BDA-Liste: 2025-06-30 Name: Bildstock GstNr.: 1827/1                                                                                 |
| ja   | Datei hochladen | Angerkapelle hl. Johannes der Täufer HERIS-ID: 85343 Objekt-ID: 99539     | bei Unterstinkenbrunn 107 Standort KG: Unterstinkenbrunn     | Die neugotische Kapelle wurde in der zweiten Hälfte des 19. Jahrhunderts errichtet. | BDA-Hist.: Q38185033 Status: § 2a Stand der BDA-Liste: 2025-06-30 Name: Angerkapelle hl. Johannes der Täufer GstNr.: 1827/1                                                      |
| ja   | Datei hochladen | Pfarrhof HERIS-ID: 27093 Objekt-ID: 23607                                 | Unterstinkenbrunn 110 Standort KG: Unterstinkenbrunn         | Der zweigeschoßige Pfarrhof wurde 1849 erbaut. | BDA-Hist.: Q37907764 Status: § 2a Stand der BDA-Liste: 2025-06-30 Name: Pfarrhof GstNr.: 188                                                                                     |
| ja   | Datei hochladen | Kath. Pfarrkirche hll. Petrus und Paulus HERIS-ID: 27043 Objekt-ID: 23556 | Unterstinkenbrunn 110a Standort KG: Unterstinkenbrunn        | Die Kirche im einfachen, neogotischen Stil mit eingezogenem Chor, Strebepfeilern und Maßwerkfenstern wurde von 1861 bis 1863 an der Stelle einer kleinen 1736 geweihten Kapelle errichtet. | BDA-Hist.: Q21606716 Status: § 2a Stand der BDA-Liste: 2025-06-30 Name: Kath. Pfarrkirche hll. Petrus und Paulus GstNr.: 187 Pfarrkirche Unterstinkenbrunn                       |